# Мазроцис, Стефан
Сте́фан Мазро́цис (англ. Stefan Mazrocis) (род. 18 апреля 1967 года) — голландский профессиональный игрок в снукер. Считается одним из лучших снукеристов в континентальной Европе. Примечательно, что он родился в латышско-английской семье, но имеет голландское гражданство. Стефан Мазроцис известен также тем, что он за один день на тренировочных матчах смог трижды сделать максимальный брейк.

## Карьера
Ранняя снукерная карьера Мазроциса проходила в Англии, там же он играл и в качестве любителя. В 1991 году Мазроцис стал профессионалом. В 1996 году он достиг своего лучшего результата в карьере — четвертьфинала Asian Classic. В 1997 году Стефан вышел в 1/8 финала чемпионата мира, выиграв в первом раунде у Питера Эбдона. Затем в игре голландца наступил спад, и через несколько лет он покинул мэйн-тур, но, благодаря успехам на чемпионате Европы 2008 года, вернулся в профессиональный снукер.

## Достижения в карьере
- Чемпионат мира 1/8 финала — 1997
- Asian Classic четвертьфинал — 1996